# Formazione del governo della Repubblica Italiana

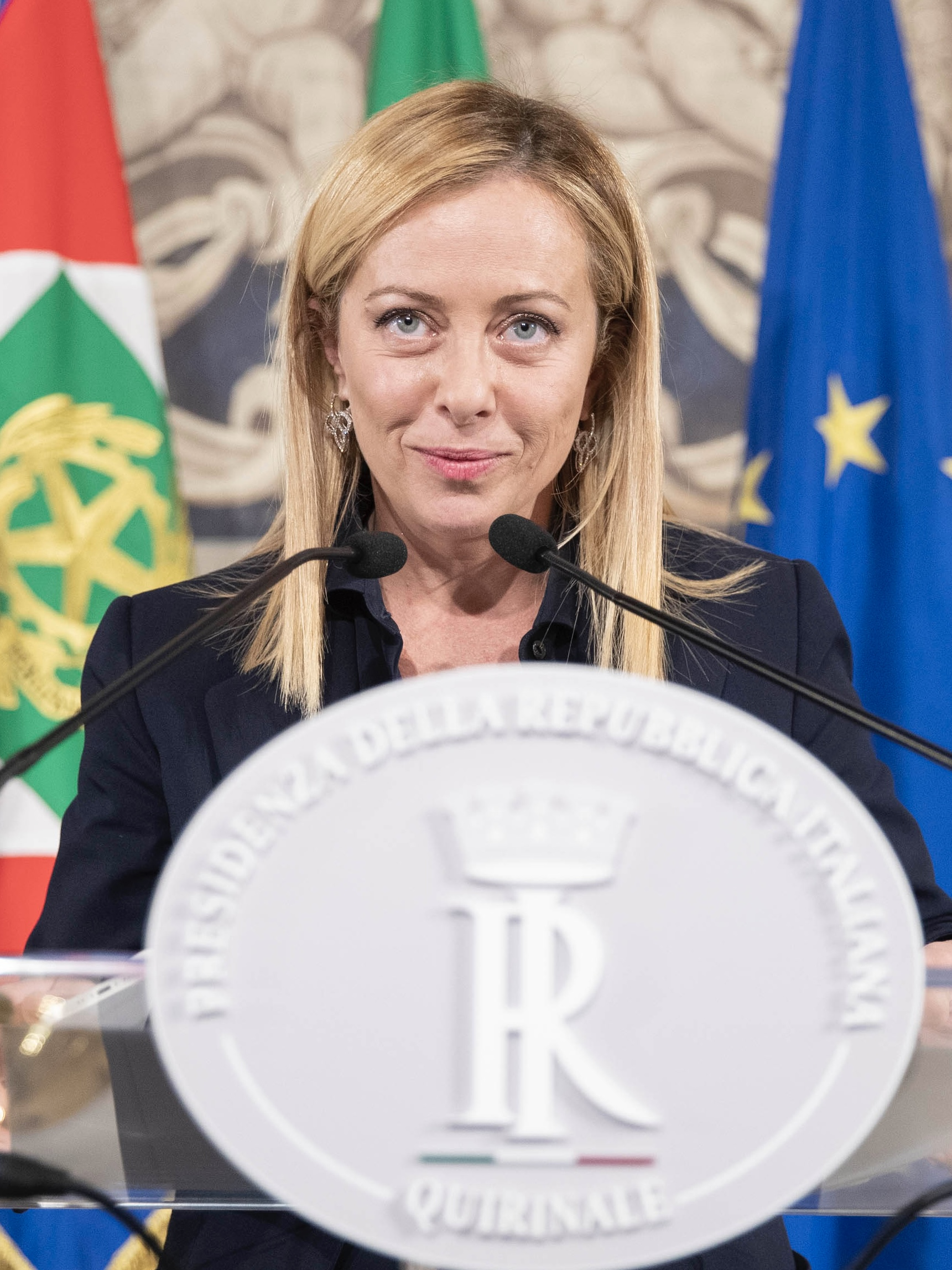
Giorgia Meloni elenca la composizione del proprio governo, 21 ottobre 2022

La formazione del governo della Repubblica Italiana, nell'ambito di una legislatura parlamentare (che normalmente, ma non necessariamente, ha durata di 5 anni), segue l'iter procedurale disciplinato dall'articolo 92 della Costituzione; nella prassi, per consuetudine, vi si addiviene attraverso un articolato processo nel quale si possono distinguere la fase delle consultazioni, quella dell'incarico, la nomina, il giuramento e infine la fiducia, come prescritto dagli articoli 93 e 94 della carta costituzionale e dalla legge 23 agosto 1988, n. 400.
A seguito dell'entrata in carica del governo possono comunque susseguirsi rimpasti e crisi di governo che possono portare alle dimissioni dell'esecutivo, senza che ciò comporti necessariamente il termine anticipato della legislatura e le conseguenti elezioni politiche anticipate. Il Presidente della Repubblica, ad ogni modo, può sciogliere le Camere e indire nuove elezioni in qualunque momento tranne che nel semestre bianco, come previsto dalla Costituzione.

## La fase delle consultazioni

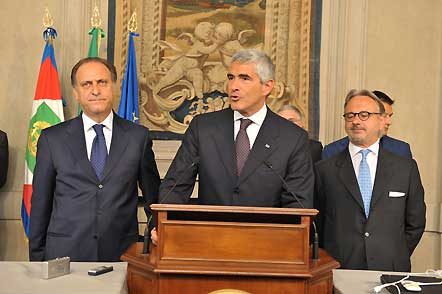
Delegazione dell'UDC rilascia dichiarazioni dopo il colloquio con il presidente della Repubblica, 7 maggio 2008.

Le consultazioni informali tenute dal presidente della Repubblica sono una procedura portata avanti dal capo dello Stato italiano per dare avvio all'iter di formazione di un governo. Il presidente della Repubblica non è tenuto da alcun articolo della Costituzione a tenere delle consultazioni, si tratta pertanto di galateo istituzionale, una prassi consolidata, egli convoca i capi dei gruppi parlamentari e dei rappresentanti delle coalizioni di schieramento, con l'aggiunta dei presidenti dei due rami del Parlamento (Camera e Senato), i quali devono essere comunque sentiti in occasione dello scioglimento delle Camere, oltre che gli ex-presidenti della Repubblica in quanto senatori a vita di diritto.
Come detto, sebbene non sia espressamente previsto dalla carta costituzionale, nel caso di crisi di governo caratterizzate da incertezza o litigiosità, il conferimento dell'incarico di formazione del nuovo governo può essere preceduto anche da un eventuale mandato esplorativo che viene generalmente conferito dal capo dello Stato a una carica istituzionale come quella del presidente della Camera o del Senato, mandato che si rende necessario quando le consultazioni del presidente della Repubblica non abbiano portato a indicazioni concludenti.

## L'incarico di formazione del governo

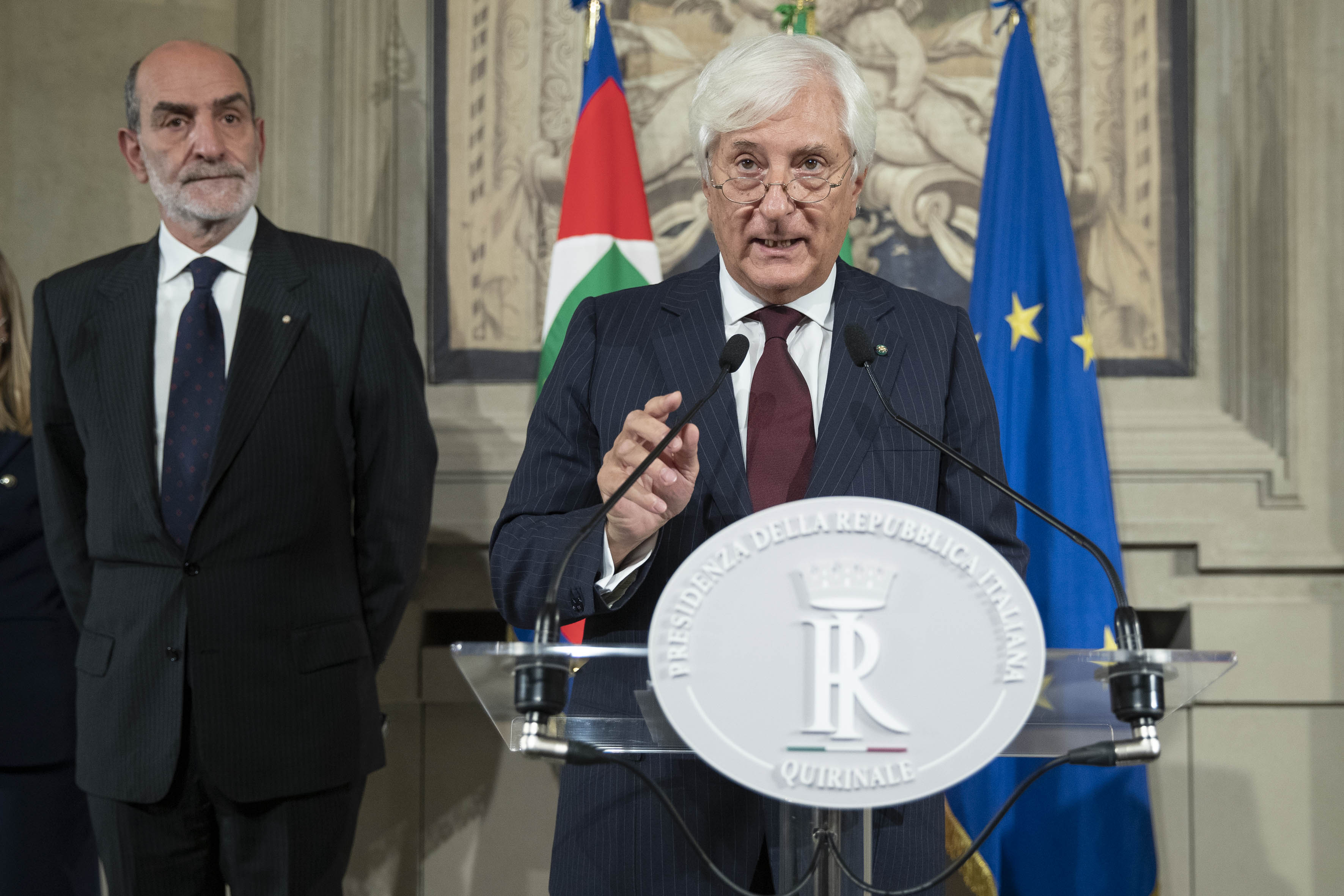
Il segretario generale della Presidenza della Repubblica Ugo Zampetti, annuncia il conferimento dell'incarico di formare il nuovo governo all'onorevole Giorgia Meloni, 21 ottobre 2022

Differisce invece dall'istituto del mandato esplorativo il preincarico, che viene affidato alla personalità cui viene richiesto di svolgere ulteriori consultazioni informali e che, solitamente, ma non sempre, coincide con quella cui poi il presidente della Repubblica affiderà verosimilmente l'incarico di formare il nuovo governo.
Ulteriore fattispecie è quella del reincarico, che si ha quando dopo una crisi di governo il presidente della Repubblica assegna nuovamente l'incarico di formare un nuovo governo allo stesso presidente del Consiglio appena dimessosi, solitamente con un rimpasto.
Tuttavia, al di fuori di queste ipotesi, il capo dello Stato, sciolta ogni riserva, conferisce l'incarico direttamente alla figura (non necessariamente quella di un parlamentare) che, per indicazione dei gruppi di maggioranza, sia in grado di costituire un governo e ottenere la fiducia in entrambe le camere del Parlamento.
L'istituto del conferimento dell'incarico di formazione del governo, ha fondamentalmente una radice consuetudinaria che risponde a esigenze di ordine costituzionale, esso è conferito in forma esclusivamente orale al termine di un colloquio tra il presidente della Repubblica e la personalità prescelta.
Del conferimento dell'incarico dà notizia, con un comunicato alla stampa, alla radio e alla televisione, il segretario generale della Presidenza della Repubblica. Una volta conferito l'incarico, il presidente della Repubblica non può interferire nelle decisioni dell'incaricato, né può revocargli il mandato.

## La nomina

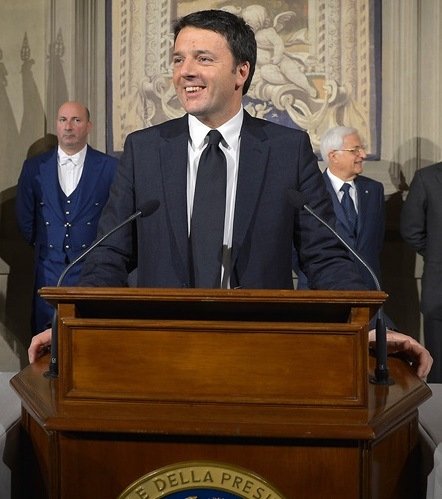
Matteo Renzi scioglie la riserva e annuncia la lista dei ministri, 22 febbraio 2014

Secondo la prassi il presidente del Consiglio incaricato accetta con riserva la nomina e nelle ore o giorni seguenti tiene anch'esso delle brevi consultazioni con le forze parlamentari. Al termine di queste il presidente del Consiglio incaricato sale al Quirinale per riferire al capo dello Stato e sciogliere la riserva con esito positivo o negativo (rinunciando così all'incarico). Subito dopo lo scioglimento della riserva, nel caso in cui essa sia affermativa, si perviene alla firma e alla controfirma dei decreti di nomina del capo dell'Esecutivo e dei ministri da lui proposti. In sintesi il procedimento si conclude con l'emanazione di tre tipi di decreti del Presidente della Repubblica:
- quello di nomina del presidente del Consiglio (controfirmato dal presidente del Consiglio nominato, per attestarne l'accettazione);
- quello di nomina dei singoli ministri (controfirmato dal presidente del Consiglio);
- quello di accettazione delle dimissioni del Governo uscente (controfirmato anch'esso dal presidente del Consiglio nominato)

Nel lasso di tempo che intercorre fra questa nomina e l'eventuale giuramento del nuovo governo si individua pertanto: un presidente del Consiglio incaricato e un presidente del Consiglio dimissionario, ma ancora formalmente in carica.

## Il giuramento

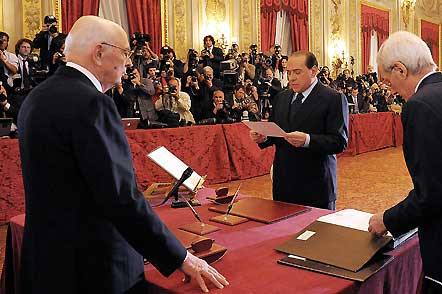
Silvio Berlusconi giura per la quarta volta in qualità di presidente del Consiglio dei ministri davanti al presidente della Repubblica

Prima di assumere le funzioni di governo, il presidente del Consiglio e i ministri devono prestare giuramento secondo la formula rituale stabilita dalla legge. Il giuramento rappresenta l'espressione del dovere di fedeltà che incombe su tutti i cittadini ed, in modo particolare, su coloro che svolgono funzioni pubbliche fondamentali come stabilito dall'art. 54 della Costituzione. In realtà con il giuramento il governo entra in carica provvisoriamente, essendo la sua permanenza condizionata dal voto di fiducia delle due Camere.
Il giuramento avviene nel Salone delle Feste al Palazzo del Quirinale, davanti al presidente della Repubblica accompagnato dal suo segretario generale.
Il presidente del Consiglio e i ministri assumono le loro responsabilità sin dal giuramento e, quindi, prima del voto di fiducia.

### Formula rituale
Il presidente del Consiglio e i ministri giurano pronunciando la formula:
(Cfr. art. 1, §3, della legge 23 agosto 1988, n. 400, in materia di Disciplina dell'attivita' di Governo e ordinamento della Presidenza del Consiglio dei Ministri.)
Dopo la pronuncia della formula di giuramento viene firmato l'atto ufficiale dal neoministro e dal presidente della Repubblica.

## La cerimonia di insediamento del nuovo Governo

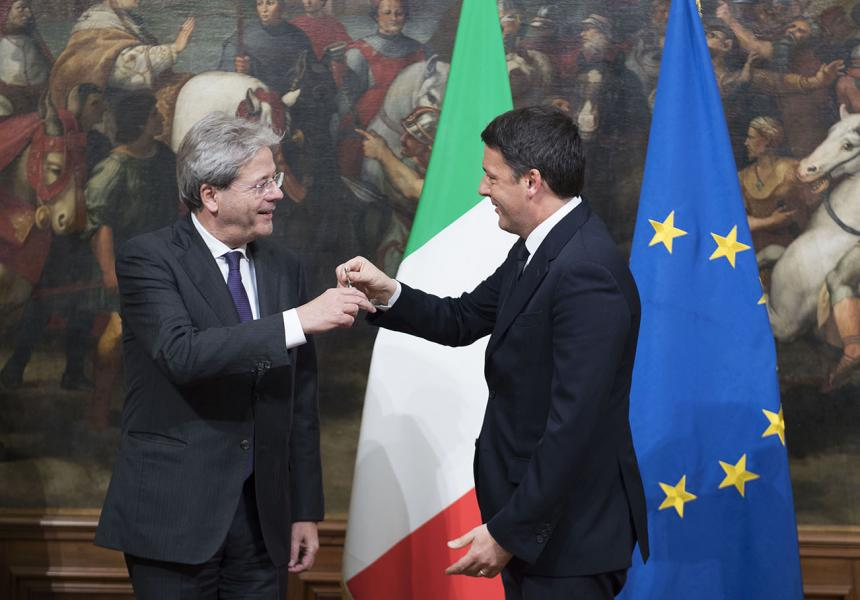
Palazzo Chigi, Salone delle Galere, cerimonia della campanella e insediamento del governo Gentiloni, 12 dicembre 2016

La cosiddetta cerimonia della campanella (nome con la quale è colloquialmente nota) è il tradizionale rito simbolico che si svolge presso il Salone delle Galere di Palazzo Chigi (residenza del capo del governo), nel quale avviene la consegna dello strumento con cui si dà inizio alle riunioni del Consiglio dei ministri e che segna formalmente il passaggio di consegne tra il presidente del Consiglio uscente e quello entrante, dopo il giuramento del nuovo governo nelle mani del capo dello Stato avvenuto precedentemente al Palazzo del Quirinale.

## La fiducia
Come disciplinato dalla carta costituzionale all'articolo 94, entro il termine perentorio di 10 giorni dal momento del giuramento, il governo deve presentarsi dinanzi a ciascuna delle due Camere per ottenere da entrambe, pena il suo decadimento, il voto di fiducia tramite mozione motivata dai gruppi parlamentari e votazione nominale per appello.
Se il governo non dovesse ottenere la fiducia delle camere, resta in carica per gli affari correnti fino all'insediamento di un nuovo governo.

## Nomina dei sottosegretari
La cerimonia del giuramento dei sottosegretari del governo italiano avviene dopo la firma dei decreti di nomina da parte del Presidente delle Repubblica, su proposta del Presidente del Consiglio. Con questo atto si completa del tutto la formazione del governo nella Repubblica Italiana.

### Riferimenti normativi
- Costituzione della Repubblica Italiana
- Legge 23 agosto 1988, n. 400, in materia di "Disciplina dell'attività di Governo e ordinamento della Presidenza del Consiglio dei Ministri."